# Індекс-мінерали
Індекс-мінерали (рос. индекс-минералы, англ. index-minerals, нім. Index-Minerale pl) — мінерали, на основі яких виділяють зони прогресивного метаморфізму, наприклад, біотит (у пелітових осадах, граувакках), альмандин (у пелітах, вивержених породах), кіаніт (у пелітах).